# Siegfried Heine

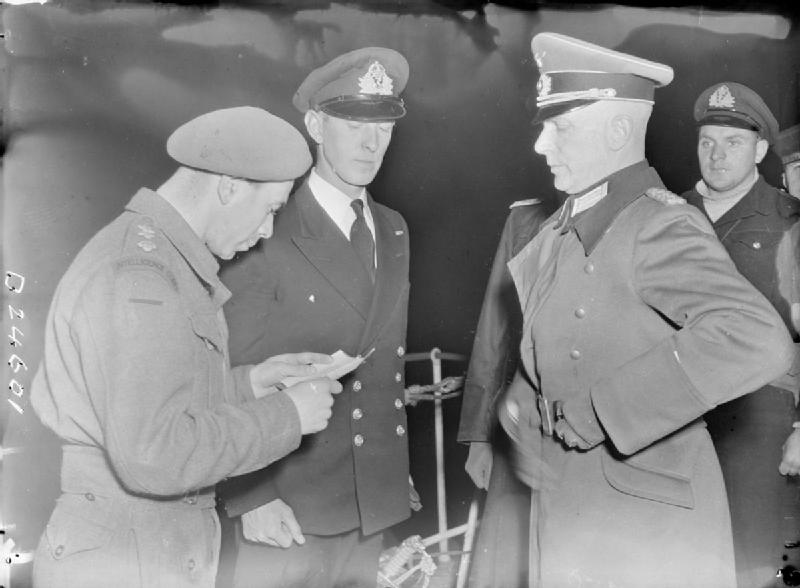
9. Mai 1945. An Bord der HMS Bulldog erklärt Generalmajor Siegfried Heine die Kapitulation der deutschen Truppen auf den Kanalinseln.

Siegfried Ludwig August Friedrich Johann Paul Heine (* 17. Januar 1883 in Potsdam; † 20. Februar 1975 in Sulzbach-Rosenberg) war ein deutscher Generalmajor des Heeres der Wehrmacht.

## Leben
Heine war ein Sohn des Militärgeistlichen Paul Heine († 1913) und dessen Frau Johanna, geborene Hoßfeld († 1921). Nach dem Besuch des Kadettenkorps wurde er am 22. März 1901 als Leutnant ohne Patent dem Grenadier-Regiment „König Friedrich Wilhelm I.“ (2. Ostpreußisches) Nr. 3 der Preußischen Armee überwiesen. Das Patent zu seinem Dienstgrad erhielt Heine am 22. Juni 1901. Ab dem 1. Juli 1906 tat er als Adjutant und Gerichtsoffizier im II. Bataillon des Regiments Dienst. Ab dem 1. Februar 1909 fungierte er als Regimentsadjutant und in dieser Stellung erfolgte am 16. Juni 1910 seine Beförderung zum Oberleutnant. Am 22. April 1914 wurde Heine als Adjutant der 27. Infanterie-Brigade in Köln kommandiert und am 19. Juni zum Hauptmann befördert.
Bei Ausbruch des Ersten Weltkriegs wurde Heine am 6. August 1914 bei der Eroberung von Lüttich verwundet und fiel längere Zeit aus. Erst am 6. Januar 1915 konnte er als Kompanieführer im Reserve-Infanterie-Regiment Nr. 256 eine erneute Dienststellung aufnehmen. Ab dem 18. April erfolgte krankheitsbedingt ein erneuter Lazarettaufenthalt. Ab dem 12. August wurde Heine in das Reserve-Infanterie-Regiment Nr. 29 versetzt und als Lehrer zum Übungskurs des VIII. Reserve-Korps kommandiert. Ab dem 5. Oktober 1915 tat Heine dann als Adjutant des Generalkommandos beim III. Reserve-Korps Dienst, bevor er ab dem 1. August 1917 als Kommandeur das I. Bataillon des Leib-Grenadier-Regiments „König Friedrich Wilhelm III.“ (1. Brandenburgisches) Nr. 8 eingesetzt war. In dieser Dienststellung wurde Heine während der Deutschen Frühjahrsoffensive 1918 am 4. April erneut verwundet, konnte aber schon am 11. Mai in sein Kommando zurückkehren. Ab dem 27. Mai war er zur Dienstleistung in das Kriegsministerium nach Berlin kommandiert.
Nach Kriegsende erfolgte am 2. Januar 1919 seine Versetzung in das Kriegsministerium und zum 1. Oktober 1919 zum Abwicklungsamt dieser Behörde. Am 9. April 1920 schied Heine aus dem Militärdienst und erhielt am 4. Juni 1920 mit Wirkung zum 9. April 1920 den Charakter als Major.
Direkt nach seiner Verabschiedung wurde Heine in der Pensionskasse des Heeresabwicklungsamtes Preußen angestellt. Zwei Jahre später erhielt er eine Anstellung im Reichspensionamt, bevor er ab dem 1. November 1922 privatwirtschaftlich tätig wurde. Ab dem 1. Oktober 1924 war Heine Mitglied der Geschäftsleitung der Zeitschrift des Deutschen Offiziersbundes und Sachbearbeiter der Ehrenrangliste des Heeres.
Nach einer Teilnahme an einem Kursus bei der Kommandantur Küstrin wurde Heine am 1. Dezember 1934 in das L-Offizierkorps übernommen und als Werbeoffizier bei der Reichswehr-Werbestelle Berlin IX. angestellt. Mit diesem Datum erhielt er mit Rangdienstalter vom 1. April 1929 den Dienstgrad als Major a. D. Zum 5. März 1935 erfolgte seine Übernahme als E-Offizier und einen Monat später die Versetzung zum Ersatzbataillon des Infanterie-Regiment 50, das er ab dem 1. November 1936 kommandierte. Die Beförderung zum Oberstleutnant erfolgte am 1. Juni 1938. Am 26. August 1939 trat er als Kommandeur des Infanterie-Regiments 479 der 258. Infanterie-Division am Westwall bei. Ab dem 13. Januar 1940 wurde Heine kurzzeitig zur Führerreserve des Wehrkreises III in Berlin versetzt, bevor er am 1. März 1940 das Infanterie-Ersatz-Regiment 462 der 187. Division in Linz als Kommandeur übernahm. In dieser Dienststellung erfolgte am 1. August 1941 die Beförderung zum Oberst. Vom 18. November 1941 bis zum 31. Oktober 1942 führte Heine das Infanterie-Regiment 449 der 137. Infanterie-Division während des Russlandfeldzugs, wobei er vom 21. bis 30. Dezember 1941 und vom 2. bis zum 12. Februar 1942 auch die Division kommissarisch führte. Ab dem 1. November 1942 war Heine dann zum Oberkommando des Heeres versetzt und erhielt ab dem 27. November eine neue Dienststelle als Kommandeur des Grenadier-Regiments 583 der 319. Infanterie-Division, die als Besatzungstruppe auf den Kanalinseln Jersey, Guernsey, Alderney und Sark im Ärmelkanal eingesetzt war und dem Marineoberkommando unterstand. Ab dem 1. September 1943 war Heine zusätzlich stellvertretender Kommandant der Insel Jersey und ab Februar 1944 schließlich Kommandant der Insel. Ab dem 5. März 1944 amtierte Heine gleichfalls als Kommandant der „Festung Jersey“. Vom 13. März 1945 bis zum 9. Mai 1945 war Heine dann zum einen stellvertretender Kommandant der „Festung Guernsey“, zum anderen auch Kommandeur der auf der Insel verbliebenen deutschen Heerestruppen. Die Kanalinseln wurden am 9. Mai durch die britische Force 135 unter Brigadegeneral A. E. Snow im Rahmen der Operation Nest Egg ohne Widerstand besetzt. Heine, der noch am 1. Mai 1945 zum Generalmajor befördert worden war, unterzeichnete die Kapitulation der verbliebenen deutschen Truppen auf den Inseln, insgesamt 25.500 Mann, an Bord des Zerstörers Bulldog. Anschließend gingen die deutschen Verbände, darunter auch Heine, in britische Kriegsgefangenschaft. Heine war ab dem 9. Januar 1946 im Gefangenenlager Special Camp XI untergebracht. Am 17. März 1948 wurde er schließlich per Schiff von Southampton aus nach Deutschland zurückgebracht.

## Familie
Heine heiratete am 8. April 1919 Charlotte von Rußdorf. Das Paar hatte einen Sohn und eine Tochter.

## Weblink
- Militärischer Lebenslauf Generalmajor Siegfried Heine auf der privaten Homepage Island Farm Special Camp 11 – The German officers held in Bridgend, 1946–1948, abgerufen am 9. Juni 2022.

| Personendaten    | Personendaten                                                             |
| ---------------- | ------------------------------------------------------------------------- |
| NAME             | Heine, Siegfried                                                          |
| ALTERNATIVNAMEN  | Heine, Siegfried Ludwig August Friedrich Johann Paul (vollständiger Name) |
| KURZBESCHREIBUNG | deutscher Generalmajor                                                    |
| GEBURTSDATUM     | 17. Januar 1883                                                           |
| GEBURTSORT       | Potsdam                                                                   |
| STERBEDATUM      | 20. Februar 1975                                                          |
| STERBEORT        | Sulzbach-Rosenberg                                                        |